# Ciganjeng
Ciganjeng is een bestuurslaag in het regentschap Ciamis van de provincie West-Java, Indonesië. Ciganjeng telt 4214 inwoners (volkstelling 2010).